# 刚体动力学
刚体动力学研究了外力作用下相互连接的物体系统的运动。假设物体是刚性的，这意味着它们在施加的力的作用下不会变形，通过将描述系统配置的参数减少到附着到每个物体的参考框架的平移和旋转来简化分析。这不包括显示流体，高弹性和塑性行为的物体。
刚体系统的动力学由运动学定律和牛顿第二定律（动力学）或其衍生形式拉格朗日力学的应用来描述。这些运动方程的解决方案提供了系统的各个组件的位置，运动和加速度以及整个系统本身的描述，作为时间的函数。刚体动力学的制定和求解是机械系统计算机模拟的重要工具。